# Camellia formosensis
Camellia formosensis là một loài thực vật có hoa trong họ Theaceae. Loài này được (Masam. & Suzuki) M.H. Su, C.F. Hsieh & C.H. Tsou mô tả khoa học đầu tiên năm 2009.